# Filipinas en los Juegos Olímpicos de Berlín 1936
Filipinas estuvo representada en los Juegos Olímpicos de Berlín 1936 por un total de 28 deportistas masculinos que compitieron en 6 deportes.
El portador de la bandera en la ceremonia de apertura fue el atleta Simeon Toribio.

## Medallistas
El equipo olímpico filipino obtuvo las siguientes medallas:
| Nombre       | Deporte   | Competición    |
| ------------ | --------- | -------------- |
| Oro          |           |                |
| —            |           |                |
| Plata        |           |                |
| —            |           |                |
| Bronce       |           |                |
| Miguel White | Atletismo | 400 m vallas M |